# Даньєл Маковей
Даньєл Маковей (15 вересня 1992) — румунський плавець.
Учасник Олімпійських Ігор 2016 року.